# Dicrostonyx groenlandicus
Dicrostonyx groenlandicus es una especie de roedor de la familia Cricetidae.

## Distribución geográfica
Se encuentra en la tundra del norte de Canadá, Alaska y Groenlandia. Se alimenta de hierbas,  juncia, y otros tipos de vegetación verde,  en verano ramas del sauce, álamo y abedul en invierno. Los depredadores incluyen búhos, gaviotas,  comadrejas, y oso polar.